# Pasquart-Kirche (Biel)

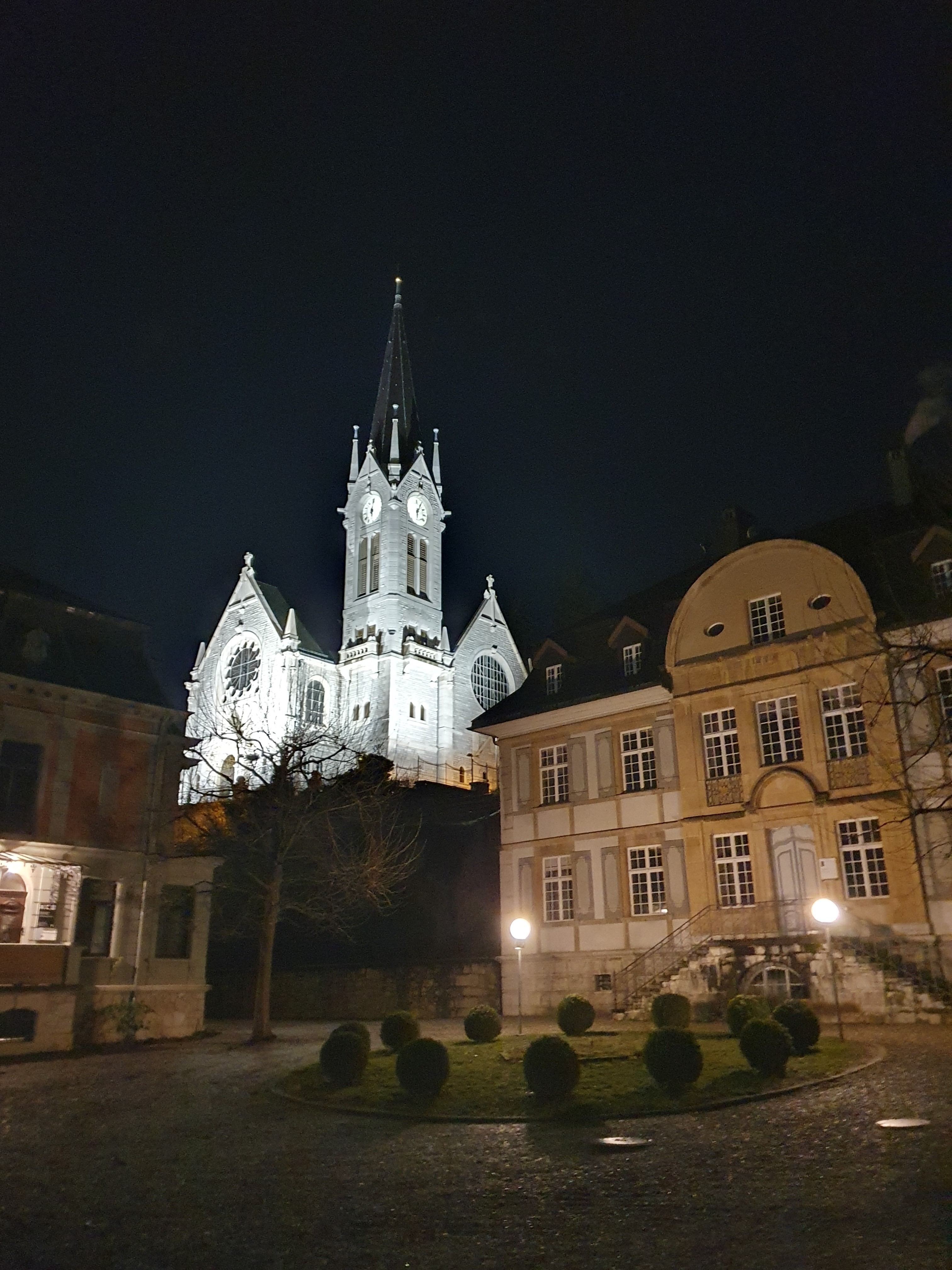
Pasquart-Kirche Biel bei Nacht, im Vordergrund der Landsitz Rockhall

Die Pasquart-Kirche, auch Französische Kirche (frz. Église du Pasquart, Temple du Pasquart oder Église française), ist eine evangelisch-reformierte Kirche in der Stadt Biel (frz. Bienne), Schweiz.

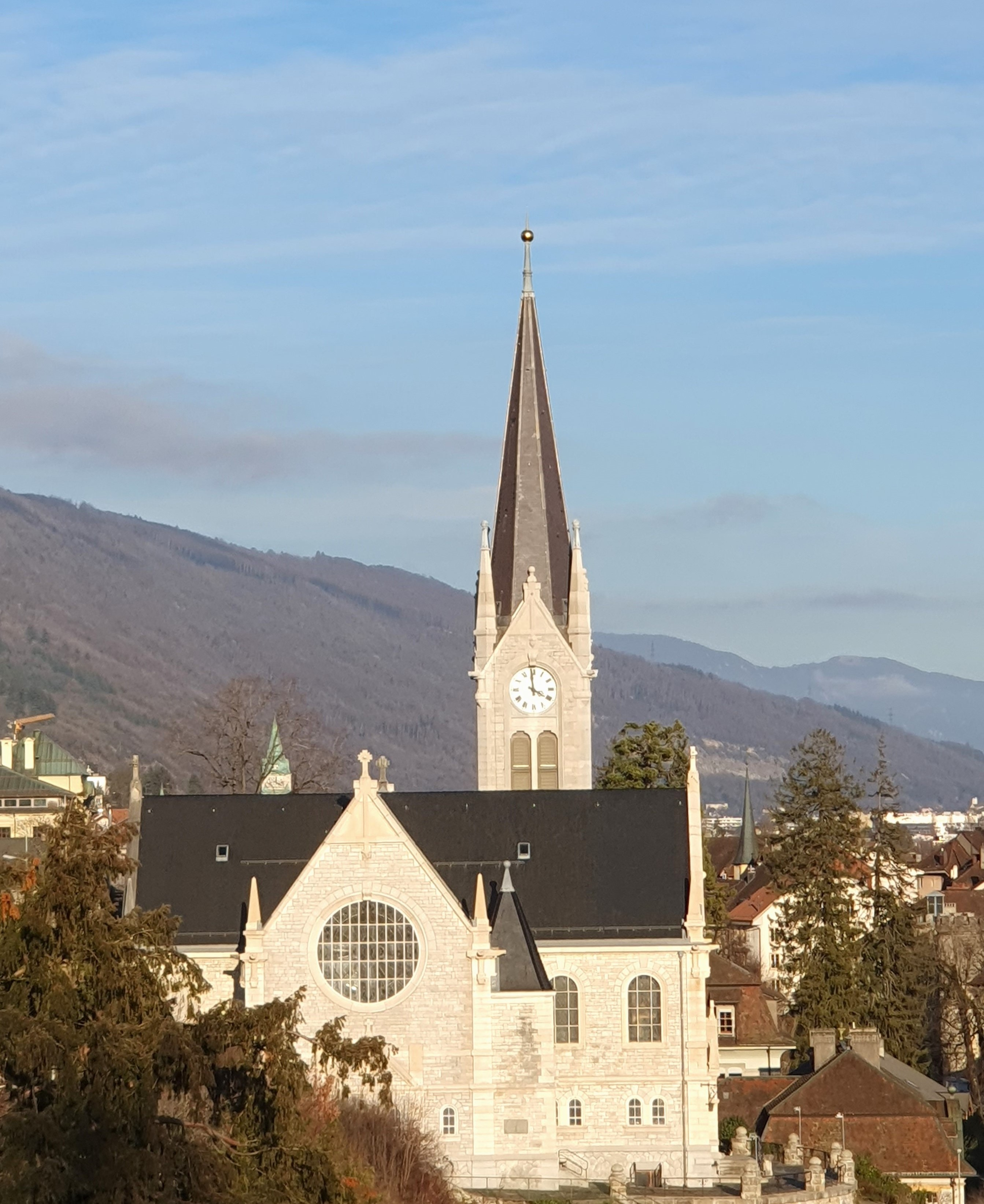
Pasquart-Kirche Biel aus Westen

## Lage
Die Kirche befindet sich im Pasquart-Quartier (heute Teil des Quartiers Neustadt-Nord) westlich der Altstadt, welches vorwiegend im 19. Jahrhundert im Zuge der Stadterweiterung bebaut wurde und sich durch zahlreiche Gründerzeitbauten charakterisiert. Sie steht oberhalb der Hauptausfallstrasse (Seevorstadt), welche das Stadtzentrum mit dem Bielerseeufer verbindet und sodann Richtung Neuenburg führt.
Die Pasquart-Kirche steht erhöht über dem Stadtzentrum auf einer Terrasse am Jurahang (Jurasüdfuss), was ihr eine monumentale Wirkung verleiht. Diese Wirkung wird durch den weissen Jurastein, der für die Aussenfassaden verwendet wurde, noch verstärkt und kommt durch die nächtliche Beleuchtung besonders zur Geltung.
Der Kirchturm prägt zusammen mit dem Zeitglockenturm sowie den Türmen der Stadtkirche und der Marienkirche die Stadtsilhouette rund um die historische Altstadt.
Schräg unterhalb der Pasquart-Kirche steht der frühbarocke Landsitz Rockhall. Kirche, Landsitz und die beiden neubarocken Villen, die dem Landsitz symmetrisch vorgelagert sind, ergeben ein bedeutendes, historisches Bauensemble. 

## Geschichte

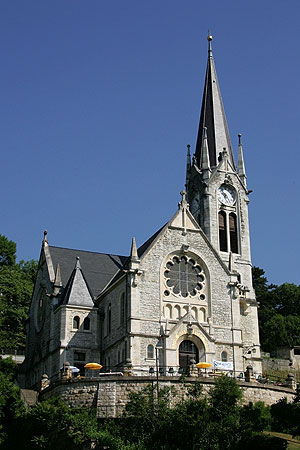
Pasquart-Kirche Biel

Vor dem Bau der heutigen Pasquart-Kirche wurden in der Stadtkirche (St. Benedikt) in der Altstadt sowohl deutsch- als auch französischsprachige Gottesdienste abgehalten. 1893 beschloss die evangelisch-reformierte Kirchgemeinde Biel den Bau einer neuen Kirche für den französischsprachigen Gottesdienst. Im gleichen Jahr kaufte die Kirchgemeinde das Grundstück, welches zuvor zum Landsitz Rockhall gehörte.
1897/98 wurde ein Architekturwettbewerb durchgeführt. Beauftragt mit dem Bau der Kirche wurde der Architekt Armin Stöcklin. Die Kirche wurde 1902–1904 errichtet. Am 12. Juni 1904 erfolgte die Einweihung. Erst 1923 wurde die Turmuhr (mit nachts von innen beleuchteten Zifferblättern) und ein Jahr später das vierstimmige Geläut installiert.
Während das Äussere der Kirche seit ihrer Errichtung unverändert geblieben ist, wurde der Innenraum im Lauf der Zeit mehrmals umgestaltet und modernisiert, so etwa in den Jahren 1951/52 sowie 2000/01.
2019 erfolgt eine Renovation des Turmes sowie eine umfassende Reinigung der Aussenfassaden.
In der Pasquart-Kirche fanden bereits mehrfach Gottesdienste statt, die via Fernsehen schweiz- oder auch europaweit (Eurovision) ausgestrahlt wurden.

## Architektur
Die Pasquart-Kirche ist eine kreuzförmige Emporenkirche mit seitlichem Glockenturm in später Neuromanik. Die Kirche besteht aus rustikalem Hausteinmauerwerk und weist dazwischen gliedernde Strukturen in kräftigen, vorwiegend neuromanischen Formen auf.
Die gepflegte, aufwendige Bauplastik stammt von Karl Joseph Leuch. Über dem Hauptportal ist auf vergoldetem Hintergrund in Majuskeln die Inschrift «DIEU SOIT AVEC VOUS» («Gott sei mit euch») angebracht. Die Inschrift wird am Scheitelpunkt des Hauptportals von einer Darstellung des Hauptes Christi mit Dornenkrone unterbrochen. An der Ostfassade ist eine Tafel angebracht, die Thomas Wyttenbach, dem Bieler Reformator und Lehrer Ulrich Zwinglis, gewidmet ist.
Die drei originalen, grossen Fensterrosen hat der Zürcher Glasmaler Friedrich Berbig (1845–1923) gefertigt. Das Ostfenster ist der Taufe, das Südfenster dem Evangelium und das Westfenster dem Abendmahl gewidmet. Die übrigen Glasfenster stammen von Charles Clément aus dem Jahr 1951.
Der Innenraum wurde im Laufe der Zeit mehrmals stark purifiziert, wobei die originale, historistische Innengestaltung ohne Rücksicht auf das Gesamtwerk mehrheitlich vernichtet wurde. Der Innenraum ist seit 2001 in seiner heutigen Form. 

## Glocken
Im Glockenstuhl des Turms hängen vier Glocken. Sie wurden allesamt von der Giesserei H. Rüetschi (Aarau) gegossen und stammen aus dem Jahr 1924.
| Nr. | Schlagton | Gewicht | Gussjahr |
| --- | --------- | ------- | -------- |
| 1   | h°        | 3100 kg | 1924     |
| 2   | cis′      | 2000 kg | 1924     |
| 3   | e′        | 1250 kg | 1924     |
| 4   | gis′      | 600 kg  | 1924     |

## Orgel
Die erste Orgel aus dem Jahr 1907 stammte von Orgelbau Kuhn und befand sich auf der Nordempore. Sie verfügte über eine pneumatische Traktur und 21 Register auf zwei Manualen und Pedal. 1952 baute Orgelbau Kuhn auf der Südempore ein neues Instrument mit elektrischer Traktur und 30 Registern auf drei Manualen und Pedal.
Die aktuelle Orgel steht auf der wiedererrichteten Nordempore (Chorempore) und wurde 2001 von Füglister (Arbaz VS) erbaut. 
Die Orgel verfügt über 40 klingende Register auf vier Manualen und Pedal. Das rein mechanische Werk weist folgende Disposition auf:
| I Grande Orgue C–a3 |        |
| Montre              | 16′    |
| Montre              | 08′    |
| Flûte               | 08′    |
| Principal           | 04′    |
| Quinte              | 2 ⁄3′  |
| Doublette           | 02′    |
| Fourniture          | 01 ⁄3′ |

| II Positif C–a3 |        |
| Bourdon         | 8′     |
| Salicional      | 8′     |
| Montre          | 4′     |
| Nasard          | 2 ⁄3′  |
| Flûte           | 2′     |
| Tierce          | 1 3⁄5′ |
| Quinte          | 1 ⁄3′  |
| Cymbale         | 1′     |
| Clarinette      | 8′     |

| III Récit expressif C–a3 |     |
| Bourdon                  | 16′ |
| Flûte harmonique         | 8′  |
| Gambe                    | 8′  |
| Voix céleste             | 8′  |
| Flûte octaviante         | 4′  |
| Octavin                  | 2′  |
| Plein-jeu                | 2′  |
| Bombarde                 | 16′ |
| Clairon                  | 4′  |
| Basson-hautbois          | 8′  |

| IV Résonnance expressive C–a3 |       |
| Bourdon                       | 8′    |
| Viole de gambe                | 8′    |
| Flûte                         | 4′    |
| Cornet II c1-a3               | 2 ⁄3′ |
| Flageolet                     | 2′    |
| Trompette                     | 8′    |
| Voix humaine                  | 8′    |
| Tremblant                     |       |

| Pédalier C–f1 |     |
| Soubasse      | 32′ |
| Soubasse      | 16′ |
| Basse         | 08′ |
| Principal     | 04′ |
| Bombarde      | 16′ |
| Chalumeau     | 04′ |

- Koppeln: II/I, III/I, III/II, IV/I, IV/II, I/P, II/P, III/P, IV/P,
- Spielhilfen: Setzeranlage mit 10 x 999 Kombinationen

## Trivia
An der oberhalb der Kirche durchführenden Alpenstrasse liegt die Bushaltestelle «Französische Kirche» (frz. «Eglise française»), die nach der Pasquart-Kirche benannt ist und von der Linie 5 der Verkehrsbetriebe Biel bedient wird.